# Паради, Сергей Геннадьевич
Сергей Геннадьевич Паради (наст. фамилия — Породеев; 14 октября 1957) — российский автор популярных песен, исполняемых Жанной Агузаровой, группой «Дюна», группой «На-на», группой «МГК» и других. Особенно известны песни «Коммунальная квартира» в исполнении группы «Дюна» и «Эх, жисть» в авторском исполнении, а также хит «Букет из белых роз» в исполнении Ирины Круг и Виктора Королева.
В 1995 году Сергей Паради записал и выпустил свой первый сольный альбом — «Солдат», затем его продолжение — «Любовь как снайпер», записанный группой «Клонхаус», альбом «Ванька Сердюк».

## Дискография
- 1993 — Фу, гадость (магнитоальбом)
- 1995 — Солдат
- 2005 — Ванька Сердюк
- 2005 — Любовь как снайпер
- 2006 — Танец живота
- 2006 — Волк